# Juana Enríquez (abadesa)
Juana Enríquez, también conocida como Juana de Lodeña o Lidueña o de Soto (m. c. 1471), fue hija ilegítima del conde Alfonso Enríquez, y, por lo tanto, nieta del rey Enrique II de Castilla, y de Inés de Soto de los Infantes.
Fue monja y abadesa del convento de Santa Clara la Real de Toledo.

## Orígenes familiares
A pesar de que la mayoría de los historiadores, basándose en lo expuesto por Balbina Martínez Caviró, afirmaron que Juana Enríquez fue hija del almirante Alfonso Enríquez, que era nieto del rey Alfonso XI de Castilla, y de Juana de Mendoza, la historiadora Margarita Cuartas Rivero refutó completamente lo anterior y demostró, basándose en diferentes documentos, que en realidad fue hija ilegítima del conde Alfonso Enríquez y de Inés de Soto de los Infantes, del linaje asturiano de los Miranda, y nieta por tanto del rey Enrique II de Castilla y de su amante Elvira Íñiguez. Por parte materna Juana era nieta, como señaló González Calle, de Álvar Díaz de Lodón y de una dama llamada Inés que según dicho historiador probablemente del linaje de los Valdés.
Además, fue hermanastra por parte paterna, entre otros, de Pedro de Noroña, que fue obispo de Évora y arzobispo de Lisboa, de Fernando de Noroña, segundo conde de Vila Real, y de Sancho de Noroña, que fue conde de Odemira y señor de otras muchas villas y comendador mayor de la Orden de Santiago.

## Biografía
Se desconoce su fecha de nacimiento. Su padre, Alfonso Enríquez, era hijo ilegítimo del rey Enrique II, quien le entregó los condados de Noreña y de Gijón y otros señoríos, como el de Cabrera y Ribera, de Ribadesella, Villaviciosa, Nava y Laviana, entre otras, Cudillero, Luarca y Pravia, las dos Babias y la tierra de Argüellos, y estaba casado con Isabel de Portugal, que era hija ilegítima del rey Fernando I de Portugal. Juana nació fruto de la relación extramatrimonial de su padre con la dama asturiana Inés de Soto de los Infantes, que era hermana de Diego Fernández de Miranda, un destacado noble de esa región, y que poseía, además del coto de Soto de los Infantes, situado en el concejo de Salas, numerosas propiedades en dicho concejo y en Cangas del Narcea, Babia, Allande, Navia, Tineo, Miranda, y Grado, en los que, como señaló el historiador Jesús Antonio González Calle, los miembros de la familia Miranda «estaban sólidamente asentados».
González Calle señaló que el apelativo o apellido «de Soto», con el Juana Enríquez fue mencionada únicamente una vez en los documentos de la época, está relacionado claramente con el nombre de su madre, Inés de Soto de los Infantes Sin embargo, aunque es imposible saber la razón por la que Juana utilizó el otro apelativo con el que apareció en algunos documentos, «de Lodeña», González Calle sospechó que puede estar relacionado con ciertas «heredades de Lodenna» de las que se sabe que en el año 1495 estaban situadas junto a los lugares de La Cortina y La Caleya, en el concejo de Valdés, y que estaban muy cerca de algunas de las posesiones de Juana Enríquez.
Juana Enríquez fue destinada a la vida religiosa, al igual que muchos «hijos bastardos» en esa época, y profesó como religiosa en el convento de Santa Clara la Real de Toledo, del que en esos momentos eran abadesas las hermanas Inés e Isabel Enríquez, que eran tías carnales de Juana e hijas ilegítimas del rey Enrique II. Hay constancia, por una pesquisa realizada en 1465, de que la tenencia de los bienes que Juana Enríquez poseía en Oviñana, Lodón, Antoñana, que se encuentra en el concejo de Belmonte de Miranda, y Millara, que se halla en el de Salas, se encontraba en manos de su sobrino segundo Álvar Díaz de Miranda.
Su tía Inés Enríquez fue abadesa del convento de Santa Clara la Real entre 1393 y 1443, año aproximado de su muerte, y conviene señalar que el extenso periodo de tiempo en que desempeñó dicho cargo fue, según la historiadora María Luisa Pérez de Tudela, el de su «máximo esplendor», ya que a la protección que los reyes Juan I, Enrique III y Juan II de Castilla otorgaron al mismo se sumaron otros privilegios y exenciones otorgados por los papas o por las autoridades eclesiásticas, así como las numerosas donaciones de particulares que el convento recibió en bienes inmuebles, raíces, ornamentos y otros objetos destinados a las ceremonias religiosas.

Algunos autores afirman que Juana Enríquez fue la abadesa del convento de Santa Clara la Real de Toledo «al menos» entre los años 1447 y 1471, año aproximado de su muerte, pero María Luisa Pérez de Tudela afirmó que el primer documento en que aparece desempeñando ese cargo data de 1445, y que en 1465 ya era abadesa del cenobio María Ramírez de Guzmán, aunque todos ellos coinciden en que en los documentos Juana siempre era mencionada como «doña Juana, hija del conde Alfón», o «donna Iohanna, fija del conde don Alfonso, abadesa del monesterio de Santa Clara de la muy noble çibdad de Toledo». La historiadora María Luisa Pérez de Tudela afirmó respecto a la abadesa Juana Enríquez que:

La labor de esta mujer al frente de la institución religiosa, continúa en la misma 1ínea de acción gua la marcada por su antecesora: prosigue la política de atracción social y las largas y costosas obras de construcción en la iglesia y en el convento que no terminarán, hasta principios del siglo XVI, siempre gracias a las fundaciones privadas y mediante el trueque de ciertos bienes en pago a los maestres de obras.

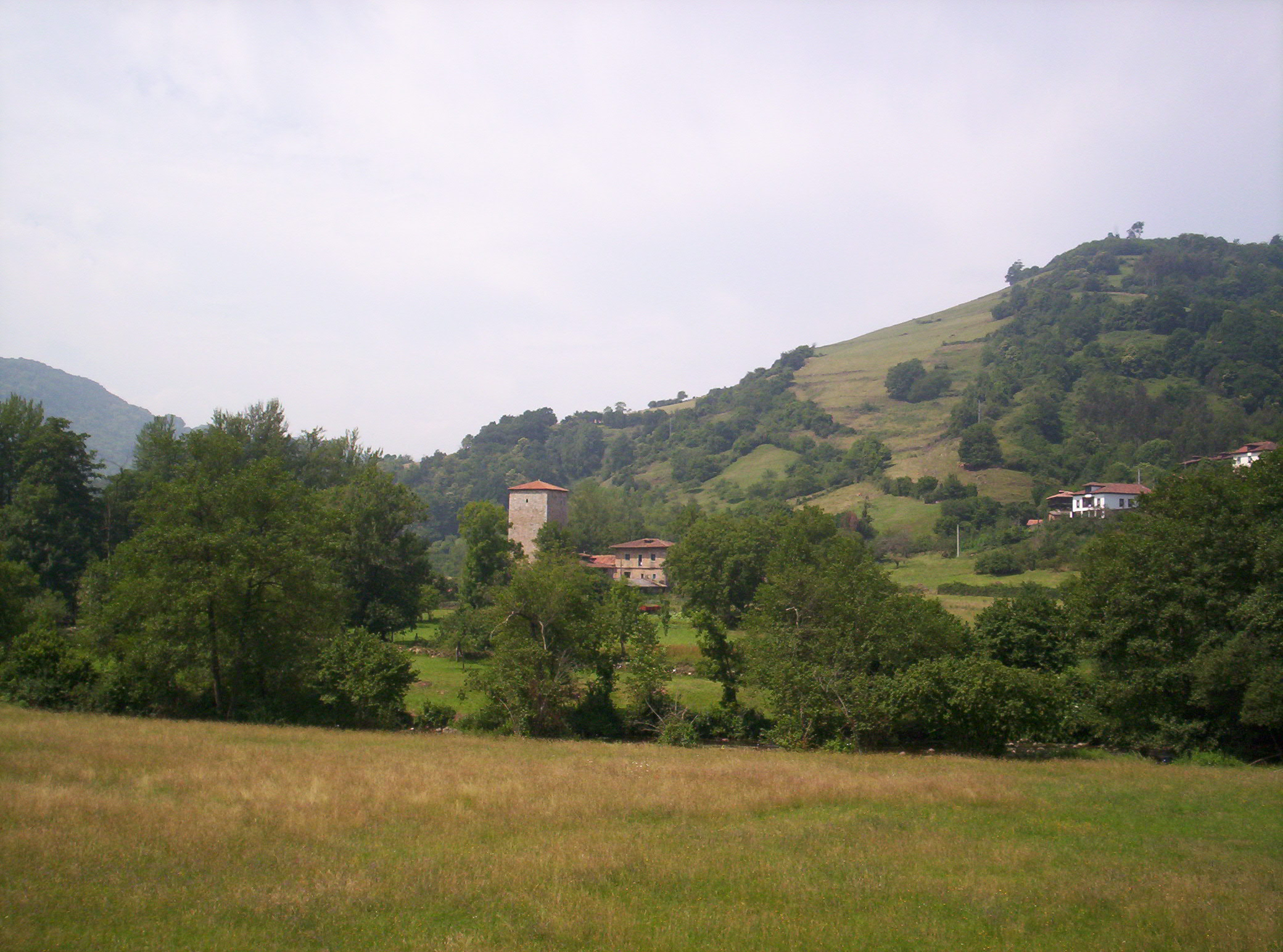
Torre de Villanueva en Grado, propiedad de los Miranda

Juana Enríquez falleció hacia 1471 cuando ya era nonagenaria, y hay constancia de que en 1489, en un documento en el que se la llama Juana de Lodeña e identifica específicamente como hija del conde Alfonso Enríquez y de Inés de Soto de los Infantes, la abadesa del convento de Santa Clara la Real de Toledo, María Carrillo, cedió a Diego de Miranda, que era pariente lejano de Juana y nuevo jefe de la familia Miranda, todos los bienes que Juana heredó de sus padres y probablemente entregado al cenobio del que fue abadesa, aunque lo cierto es que esos bienes los había recibido muy probablemente Juana de su madre, Inés de Soto, ya que estaban situados en tierras asturianas y leonesas y dentro del «área de influencia de los Miranda», y no en la zona donde se localizaban mayoritariamente los señoríos de su padre, el conde Alfonso Enríquez, a quien le fueron confiscados todos los suyos a finales del siglo XIV por su hermanastro, Juan I de Castilla, y «definitivamente» en 1393 por el hijo del anterior, el rey Enrique III.

## Sepultura
El cadáver de Juana Enríquez recibió sepultura en el costado sur del claustro de los Laureles del convento de Santa Clara de Toledo y sus restos fueron depositados bajo una lápida adornada con el escudo de armas de su padre, el conde Alfonso Enríquez, aunque Menéndez Pidal de Navascués señaló que esa lápida fue atribuida erróneamente por Balbina Martínez Caviró al duque Fadrique Enríquez de Castilla, que según la mayoría de los historiadores fue enterrado en este convento.
No obstante, algunos autores señalan que actualmente los restos de la abadesa Juana Enríquez reposan bajo una lauda de pizarra negra colocada en el coro de las monjas del convento de Santa Clara la Real, y que está adornada con un escudo de armas que es idéntico al que utilizó Fadrique de Castilla, duque de Benavente e hijo ilegítimo de Enrique II, aunque otros historiadores afirman que la lauda que «ha de corresponder» a la abadesa Juana Enríquez es la que está adornada con el escudo de armas de su padre.
Por otra parte, conviene señalar que en el coro de las monjas del convento de Santa Clara la Real también están enterradas Inés e Isabel Enríquez, hijas ilegítimas de Enrique II y abadesas del convento, y dos bisnietos del rey Alfonso XI de Castilla, siendo uno de ellos el duque Fadrique Enríquez de Castilla y el otro fray Juan Enríquez, que fue obispo de Lugo y cuyo sepulcro es una de las obras escultóricas más destacadas del convento.